# Aya Sumika
Aya Sumika, gebürtig Aya Sumika Koenig (* 22. August 1980 in Miami, Florida) ist eine US-amerikanische Schauspielerin, die durch ihre Rolle als FBI-Agentin Liz Warner in der Serie Numbers – Die Logik des Verbrechens bekannt wurde. Diese Rolle hatte sie von 2006 bis 2010 inne.

## Leben
Sie wuchs in Seattle, Washington auf. Ihre Mutter ist japanisch-amerikanischer, ihr Vater hawaiianischer Abstammung. Sie hat einen Stiefbruder und eine Stiefschwester, die Kinder des deutschstämmigen zweiten Ehemanns ihrer Mutter sind. Sie studierte Ballett an der Juilliard.
Ihr Haus ist Bestandteil der Apartment Therapy Haus Tour.
2004 gab sie ihr Schauspieldebüt und war bis einschließlich 2010 in fünf Film- und Fernsehproduktionen zu sehen.

## Filmografie
- 2004: Bloodline
- 2004: Hawaii (Fernsehserie)
- 2005: O.C., California (The O.C., Fernsehserie, eine Folge)
- 2006: Introducing Lennie Rose (Fernsehfilm)
- 2006–2010: Numbers – Die Logik des Verbrechens (Numb3rs, Fernsehserie, 40 Folgen)